# نمشرادو
نمشرادو (به مجاری:  Nemesrádó) یک منطقهٔ مسکونی در مجارستان است که در زالا واقع شده‌است. نمشرادو ۱۴٫۰۲ کیلومتر مربع مساحت و ۳۴۳ نفر جمعیت دارد.